# N922 (België)
De N922 is een gewestweg in de Belgische provincies Henegouwen en Namen. Deze weg vormt de verbinding tussen Châtelet en Floreffe.
De totale lengte van de N922 bedraagt ongeveer 19,5 kilometer.

## Plaatsen langs de N922
- Châtelet
- Presles
- Sart-Eustache
- Le Roux
- Vitrival
- Fosses-la-Ville
- Sart-Saint-Laurent
- Floreffe